# Parlamentswahl in Äthiopien 2005
Die Parlamentswahlen in Äthiopien 2005 waren die zweite Parlamentswahl seit der Einführung der Verfassung der Demokratischen Bundesrepublik Äthiopien 1995 und gleichzeitig die dritte allgemeine Parlamentswahl überhaupt im Land.
Die äthiopischen Wahlen fanden am 15. Mai 2005 statt und wurden von der Nationalen Wahlbehörde Äthiopiens organisiert. Gewählt wurden das Volksrepräsentantenhauses, das Unterhaus des äthiopischen Parlaments, und die Parlamente der einzelnen Regionen der jeweiligen Völker.
Unter dem Druck der internationalen Gemeinschaft erklärte der Premierminister Meles Zenawi, dass die Wahlen der Beweis dafür seien, dass die Demokratie eine Realität innerhalb dieser multi-ethnischen und multikulturellen Nation sei. Internationale Wahlbeobachter aus den Vereinigten Staaten von Amerika sowie aus der Europäischen Union waren präsent. Die Wahlbeteiligung lag bei 90 Prozent.

## Organisation der Parteien
Im Vorfeld der Wahlen schlossen sich die Partei Regenbogen Äthiopien: Bewegung für Demokratie und soziale Gerechtigkeit, die All-Amhara-Volksorganisation, die Gesamtäthiopische Einheitsorganisation und die Vereinte Äthiopische Demokratische Partei/Medhin zum Wahlbündnis der Koalition für Einheit und Demokratie (Qinijit) zusammen. Diese Gruppe befürwortete die Rück-Zentralisierung des Landes und hatte ihre Parteibasis in erster Linie unter den Amharen und den Gurage.
Die Äthiopische Sozialdemokratische Föderale Partei, die Äthiopische Demokratische Einheitspartei, das Demokratische Bündnis der Völker Südäthiopiens und der Oromo-Nationalkongress gründeten die Vereinigten Äthiopischen Demokratischen Kräfte, welche die weitere Föderalisierung des Landes zum Ziel hatte und vor allem unter den Oromo Unterstützer fand. Dieser oppositionellen Bewegung schlossen sich 2003 noch elf weitere Parteien, darunter auch die historisch bedeutende Äthiopische Revolutionäre Volkspartei und die Gesamtäthiopische Sozialistische Bewegung sowie eine Rebellenorganisation, die Revolutionäre Demokratische Einheitsfront der Afar, an.
Des Weiteren gründeten zahlreiche Rebellenorganisationen, darunter die Oromo-Befreiungsfront und die Nationale Befreiungsfront für den Ogaden, die Allianz für Freiheit und Demokratie.
Weiterhin traten sowohl regierungstreue Parteien – wie die Demokratische Einheitsfront der Völker Sheko und Majangir und die Demokratische Bewegung der Argobba-Nationalität, als auch oppositionelle Gruppen wie die Föderalistische Demokratische Oromo-Bewegung, als einzelne Parteien ohne Bündnisse mit anderen Parteien zur Wahl an.
Die seit 1991 ununterbrochen regierende Koalition der Revolutionären Demokratischen Front der Äthiopischen Völker selbst – bestehend aus den jeweils in ihren Regionen regierenden National-Demokratischen Bewegung der Amharen, der Demokratischen Organisation des Oromo-Volkes, der führenden Volksbefreiungsfront von Tigray sowie der Demokratischen Bewegung der Südäthiopischen Völker – trat dieses Mal wieder als Wahlbündnis an.

## Wahlkampf
Der Wahlkampf galt allgemein als frei, jeder Bewegung wurde gleich viel Zeit in den Medien für die Wahlkampagnen überlassen. Teilweise kam es jedoch zu groben Äußerungen der Kandidaten, die vom Protokoll stark abwichen (wie der Vergleich mit den Tutsi-Völkermord in Ruanda). Der Wahlkampf zu den allgemeinen Wahlen im Mai 2005 war offener und freier als je eine Wahlkampagne zuvor.
Podiumsdiskussionen zwischen den Vertretern der verschiedenen Parteien, an denen Regierung und Opposition gleichermaßen teilnahmen, wurden von Nichtregierungsorganisationen gemeinsam mit staatlichen Universitäten organisiert und in Funk und Fernsehen übertragen. Die staatliche und private Presse berichtete breit über die Wahlkampfauseinandersetzungen.

## Ergebnisse

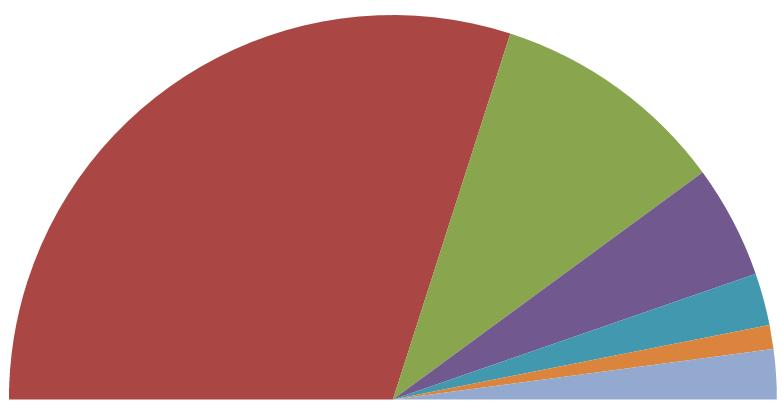
Wahlergebnisse:
Rot: EPRDF
Grün: CUD
Violett: UEDF
Blau: SPDP
Orange: OFDM
Grau: Andere

Die Opposition erhielt insgesamt 30 Prozent der Parlamentssitze. Die Sitzverteilung aller Parteien war wie folgt:
| Bündnisse und Parteien | %      | Sitze |
| --- | ------ | ----- |
| Revolutionäre Demokratische Front der Äthiopischen Völker - Volksbefreiungsfront von Tigray - Demokratische Organisation des Oromovolkes - National-Demokratische Bewegung der Amharen - Demokratische Bewegung der Südäthiopischen Völker | 59,8 % | 327   |
| Koalition für Einheit und Demokratie - Äthiopische Demokratische Liga - Vereinte Äthiopische Demokratische Partei/Medhin - Regenbogen Äthiopien: Bewegung für Demokratie und soziale Gerechtigkeit - Gesamtäthiopische Einheitsorganisation | 19,9 % | 109   |
| Vereinigte Äthiopische Demokratische Kräfte - Oromo-Nationalkongress - Äthiopische Sozialdemokratische Föderale Partei - Demokratisches Bündnis der Völker Südäthiopiens - All-Amhara-Volksorganisation - Äthiopische Demokratische Einheitspartei - Revolutionäre Demokratische Einheitsfront der Afar - Gesamtäthiopische Sozialistische Bewegung - Äthiopische Revolutionäre Volkspartei | 9,5 %  | 52    |
| Demokratische Partei des Somali-Volkes | 4,3 %  | 24    |
| Föderalistische Demokratische Oromo-Bewegung | 2,0 %  | 11    |
| Demokratische Einheitsfront der Völker von Benishangul-Gumuz | 1,4 %  | 8     |
| Nationale Demokratische Partei der Afar | 1,4 %  | 8     |
| Demokratische Bewegung der Völker Gambellas | 0,6 %  | 3     |
| Demokratische Einheitsfront der Völker Sheko und Majangir | 0,3 %  | 1     |
| Nationalliga der Harari | 0,3 %  | 1     |
| Demokratische Bewegung der Argobba-Nationalität | 0,3 %  | 1     |
| Fraktionslose | 0,3 %  | 1     |
| Gesamt | 100 %  | 546   |

## Unruhen nach der Wahl
Nach Angaben der EU-Wahlbeobachtern verlief die Wahl selbst weitgehend friedlich. Als sich überall im Land abzeichnete, dass die regierende Revolutionäre Demokratische Front der Äthiopischen Völker die Wahl verlieren würde, stoppte die Regierung die offizielle Stimmenzählung und erklärte sich selbst zum Wahlsieger. Nachdem die Opposition jedoch der Regierung Wahlfälschung vorgeworfen hatte, kündigte Regierungschef Meles Zenawi jedoch ein einmonatiges Verbot öffentlicher Versammlungen für die Hauptstadt Addis Abeba an. Er übernahm das Generalkommando über das Militär und die Bundespolizei, verhängte Ausgangssperren und verbot jegliche Demonstration im ganzen Land.
Bei Protesten gegen die Regierung wurden Anfang Juni mindestens 36 Menschen von Polizeikräften getötet, Hunderte wurden verletzt. Tausende der vorwiegend jungen Demonstranten wurden in Lagern abseits der Hauptstadt Addis Abeba eingesperrt.
Nach den Veröffentlichungen der Wahlergebnisse im Juni 2005 kam es in der Hauptstadt Addis Abeba zu gewaltsamen Unruhen, in deren Verlauf bis zu 96 Menschen getötet wurden. Des Weiteren wurden laut Menschenrechtsorganisationen wie Human Rights Watch viele oppositionelle Politiker und Journalisten inhaftiert. Im Juli 2006 hatte sich die Lage wieder beruhigt; die verhafteten Oppositionspolitiker wurden 2007 begnadigt und freigelassen. Dennoch wurden Besuchern des Landes geraten, sich von Demonstrationen fernzuhalten.